# Амштеттен (Вюртемберг)
Амштеттен (нім. Amstetten) — громада в Німеччині, знаходиться в землі Баден-Вюртемберг. Підпорядковується адміністративному округу Тюбінген. Входить до складу району Альб-Дунай.
Площа — 49,80 км2. Населення становить 4061 ос. (станом на 31 грудня 2020).